# Osady Górnicze (gmina)
Osady Górnicze (także Gmina Osad Górniczych, gmina Osady Górne) – dawna gmina wiejska istniejąca w latach 1865–1874 w guberni piotrkowskiej z siedzibą w Redenie.
Gmina powstała w 1865 roku z części obszaru gminy Olkusko-Siewierskiej; jednostka należała do powiatu olkuskiego, a od 1867 do powiatu będzińskiego (bendińskiego) w guberni piotrkowskiej
i obejmowała kolonie Reden, Huta Bankowa, Koszelów, Cieszkowski i Marcel. W 1874 roku gminę Osad Górniczych połączono ze zniesioną gminą Zagórze Olkuskie oraz ze Starą Dąbrową z gminy Olkusko-Siewierskiej, przez co powstała nowa większa gmina Górnicza z siedzibą w Dąbrowie Górniczej.